# Juma Bah
Abdulai Juma Bah (* 11. April 2006 in Freetown) ist ein sierra-leonischer Fußballspieler, der aktuell als Leihspieler von Manchester City beim RC Lens in der Ligue 1 spielt.

## Karriere

### Verein
Bah spielte als Kind in den Straßen seiner Geburtsstadt Freetown, während er nebenbei seinen Eltern in einer Bäckerei half. In der Jugend spielte er zudem in der Freetown Giant Academy, wo er von einem Scout entdeckt wurde und vom AIK Freetong verpflichtet wurde und zwischendurch an den Freetonians SLIFA FC verliehen wurde. Bei SLIFA spielte er zwei Jahre lang und war in der Saison 2023/24 zudem Kapitän der Mannschaft. Nachdem er den Verein wieder verlassen hatte, wurde beschlossen, seine Nummer 28 in Zukunft nicht mehr zu vergeben.
Im Sommer 2024 wurde Bah an den spanischen Erstligisten Real Valladolid verliehen, wo er zunächst für die Reservemannschaft eingeplant war. Nach nur einem Reservespiel debütierte er am 21. September 2024 (6. Spieltag) in der Startelf bei einem 0:0-Unentschieden gegen Real Sociedad in LaLiga. Dadurch wurde er zum ersten Spieler aus Sierra Leone, der in der spanischen Primera División debütierte. Bis Ende Januar spielte Bah zwölfmal in LaLiga und war somit auf Anhieb gesetzt bei Real Valladolid.
Im Januar 2025 wurde er zunächst fest von Real Valladolid verpflichtet. Allerdings einigten sich der Spieler und sein Berater nach einem Angebot von Manchester City, die Ausstiegsklausel in Höhe von sechs Millionen Euro zu nutzen und den Wechsel zum amtierenden englischen Meister zu vollziehen. Nachdem es allerdings Diskussionen mit dem Klub gab, da nach dem festen Wechsel ein neuer Vertrag zu besseren Konditionen ausgehandelt wurde. Bah kam währenddessen nicht ins Training des Verein und forcierte somit den sofortigen Wechsel. Die Citizens verliehen Bah direkt bis zum Saisonende nach Frankreich zum Erstligisten RC Lens.

### Nationalmannschaft
Bah wurde im Oktober und November 2023 bereits in die sierra-leonische A-Nationalmannschaft berufen, kam jedoch in keinem der vier Spiele zum Einsatz. Im Mai 2024 wurde er erneut für zwei Länderspiele im Juni berufen, wurde jedoch wieder nicht eingesetzt. Nachdem er im März 2025 erneut ins Nationalteam berufen worden war, debütierte er in der WM-Qualifikation für 2026 bei einem 3:1-Sieg über Guinea-Bissau in der A-Nationalmannschaft Sierra Leones.